# FK Gorno Lisicze
FK Gorno Lisicze (maced. ФК Горно Лисиче) – północnomacedoński klub piłkarski, mający siedzibę we wsi Gorno Lisicze w pobliżu Skopje.

## Historia
Chronologia nazw: 
- 1964–2013: FK Bratstwo-jedinstwo Gorno Lisicze (mac. „Братство-единство”)
- 199?–199?: FK Tehnokom Gorno Lisicze (mac. „Техноком”)
- 199?–2010: FK Gorno Lisicze (mac. „Горно Лисиче”)
- 2010–2013: FK Euromilk Gorno Lisicze (mac. „Еуромилк”)
- 2013–...: FK Gorno Lisicze

Klub został założony w 1964 roku jako Bratstwo-jedinstwo. Do nowo utworzonego klubu przeszło wielu piłkarzy miejscowego klubu Udarnik zorganizowanego w 1945. Sponsorem klubu została miejscowa spółdzielnia rolnicza. Zespół startował w regionalnej grupie Skopje. Po czterech latach awansował do regionalnej ligi Skopje. Największy sukces osiągnął plasując na pierwszym miejscu w lidze w sezonie 1991/92. Po proklamacji niepodległości Macedonii klub startował w II lidze mistrzostw Macedonii. W sezonie 1993/94 zajął ostatnie 14. miejsce w grupie zachodniej i spadł do III ligi. Jakiś czas występował pod nazwą Tehnokom firmy, która sponsorowała klub, ale wkrótce zaprzestała finansować. Klub przetrwał najgorsze czasy i w międzyczasie zmienił nazwę na FK Gorno Lisicze. Dopiero w 2010 z nowym sponsorem Euromilk powrócił do II ligi. W sezonie 2011/12 zajął czwarte miejsce w II lidze ale w meczach play off nie uzyskał promocji przegrywając z Horizont Turnowo 0:1. W sezonie 2012/13 ponownie zajął czwarte miejsce w II lidze, ale tym razem w meczach play off pokonał KF Drita i zdobył historyczny awans do I ligi. Przed rozpoczęciem sezonu 2013/14 przywrócił nazwę FK Gorno Lisicze.

## Sukcesy

### Trofea międzynarodowe
Nie uczestniczył w rozgrywkach europejskich (stan na 31-05-2013).

### Trofea krajowe
| \| \| Zdobyte trofea w rozgrywkach Macedonii Północnej (stan na: 31-05-2013) \| |                                                                        |      |            |
| Rozgrywki                                                                       | Osiągnięcie                                                            | Razy | Sezon(y)   |
| Mistrzostwo                                                                     | I miejsce                                                              | 0    |            |
| Mistrzostwo                                                                     | II miejsce                                                             | 0    |            |
| Mistrzostwo                                                                     | III miejsce                                                            | 0    |            |
| Mistrzostwo                                                                     | ? miejsce                                                              | 1    | 2014       |
| Puchar                                                                          | zdobywca                                                               | 0    |            |
| Puchar                                                                          | finalista                                                              | 0    |            |
| Puchar                                                                          | 1/8 finału                                                             | 1    | 2013       |
| II liga                                                                         | I miejsce                                                              | 0    |            |
| II liga                                                                         | II miejsce                                                             | 0    |            |
| II liga                                                                         | III miejsce                                                            | 0    |            |
| II liga                                                                         | 4. miejsce                                                             | 2    | 2012, 2013 |
| Macedonia Północna                                                              | Zdobyte trofea w rozgrywkach Macedonii Północnej (stan na: 31-05-2013) |      |            |

## Stadion
Klub rozgrywa swoje mecze domowe na stadionie Gradskim w Gorno Lisicze, który może pomieścić 1,500 widzów.